# Грб Киргистана
Амблем Киргистана је званични симбол Киргистанске Републике, а прихваћен је након осамостаљења од Совјетског Савеза, 2. јуна 1992. године.
Амблем има облик круга у којем преовлађује плава боја. Светлоплава боја представља храброст и великодушност Киргиза. Лево и десно на грбу налазе се жито и памук. У горњем делу грба стоји име државе на киргиском: Кыргыз Республикасы.
У средини се види обрис планинског ланца Тјен Шан, испод којег се налазе поља. Изнад панораме планина, види се излазеће сунце. Испод овог целокупног призора, види се орао с уздигнутим крилима, што означава симболику слободе киргиског народа.